# Bizeneuille
Bizeneuille település Franciaországban, Allier megyében. Lakosainak száma 300 fő (2022. január 1.). Bizeneuille Deneuille-les-Mines, Saint-Angel, Sauvagny, Verneix és Haut-Bocage községekkel határos.

## Népesség
A település népességének változása:
| Lakosok száma | 442  | 343  | 292  | 294  | 290  | 294  | 294  | 291  | 293  | 300  |
|               | 1968 | 1982 | 1990 | 2006 | 2013 | 2015 | 2017 | 2019 | 2020 | 2022 |